# 遠藤賢治
遠藤 賢治（えんどう けんじ、1943年 - ）は、日本の法学者。元裁判官・家裁調査官研修所長・弁護士。専門は民事訴訟法。早稲田大学大学院法務研究科教授を経て、早稲田リーガルコモンズ法律事務所の創設に参加し、共同代表を務めた。早稲田大学名誉教授。

## 略歴
- 1966年 早稲田大学第一法学部卒業
- 1969年 山口地方裁判所判事補
- 1979年 東京地方裁判所判事
- 1992年 東京地方裁判所判事部総括判事
- 2000年 京都家庭裁判所長
- 2002年 早稲田大学法学部教授
- 2004年 同大学院法務研究科教授
- 2013年 弁護士登録
- 2013年 早稲田リーガルコモンズ法律事務所共同代表（〜2017年）
- 2013年 早稲田大学名誉教授
- 2013年 瑞宝中綬章

最高裁判所調査官、司法研修所教官、法制審議会民法部会・倒産法部会各委員、司法試験考査委員、新司法試験考査委員を歴任。

## 担当訴訟
- 東京都管理職選考試験事件
  - 東京地裁で行われた同事件の第一審裁判長を担当した。1996年5月16日の判決では、管理職選考試験の受験資格の確認を求める訴えについては訴えの利益を否定して却下し、慰謝料の請求については違憲・違法ではないことを理由として棄却した。この判決は控訴審で覆されたが、上告審が控訴審判決を破棄したため、最終的には第一審判決が維持された[1]。

## 著書
- 『注釈民事訴訟法 (8) 』（有斐閣、1998年、共著）
- 『事例演習民事訴訟法』（有斐閣、2008年）